# Guagidiella pasquinii
Guagidiella pasquinii is een vlokreeftensoort uit de familie van de Bogidiellidae. De wetenschappelijke naam van de soort is voor het eerst geldig gepubliceerd in 1977 door Ruffo & Vigna Taglianti.